# Ла-Либертад (Сальвадор)
Ла-Либертад (исп. La Libertad) — портовый город в Сальвадоре, административный центр одноимённого департамента.

## История
Первое поселение на территории Ла-Либертада было основано в 1770 году. В 1869 году в посёлке проживало 266 человек. 23 августа 1957 года посёлок получил статус города.

## Географическое положение
Центр города располагается на высоте 30 м над уровнем моря.

## Экономика
Ла-Либертад является крупным туристическим центром, большинство населения города задействовано в сфере услуг.

## Демография
Население города по годам:
| 1992   | 2012   |
| ------ | ------ |
| 13 338 | 23 972 |